# Église Notre-Dame de Puichéric
L'église Notre-Dame de Puichéric est une église située en France sur la commune de Puichéric, dans le département de l'Aude en région Occitanie.
L'église (à l'exception des parties classées) a été inscrite au titre des monuments historiques en 1972. Le chœur avec ses peintures murales a été classé au titre des monuments historiques en 1981.

## Localisation
L'église est située sur la commune de Puichéric, dans le département français de l'Aude.